# Dord
「dord」という英語の単語は、G・アンド・C・メリアム社（G. and C. Merriam Company、メリアム＝ウェブスターの前身）のスタッフによる偶然の手違いから生じた辞書の誤り、幽霊語で、1934年に刊行された『ウェブスター新国際辞典第2版 (Webster's New International Dictionary (second edition, 1934))』に、物理学者や化学者が密度の意味で用いる言葉として定義され、掲載された。

## 概要
メリアム＝ウェブスターの編集者で、『ウェブスター新国際辞典第3版 (Webster's Third New International Dictionary)』の編集長となったフィリップ・バブコック・ゴーヴは、この誤りが発見された15年後に『American Speech』誌に書簡を送り、なぜ「dord」が辞書に採録されたのかという経緯を説明した。
1931年7月31日、ウェブスターの化学関係の編集者だったオースティン・M・パターソン (Austin M. Patterson) 編集用の紙片に「D or d, cont./density.」と記入した。これが意図していたところは、既に存在していた「D」が略記として用いられる単語のリストに「density」（密度）を加えよ、という指示だった。ところが、この紙片は適切な位置に整理されず、「D or d」（D ないし d）が、すべての文字が繋がったひとつの単語「Dord」と誤解された。これはある意味では致し方ない誤りで、紙片に記される見出し語は文字と文字の間に空白を入れて印字されることになっており、「D or d」と印字されたものは「D o r d」と酷似していた。次いで、新たな紙片が印刷用に作成され、説明や発音が追記された。この、やがて単語として扱われることになる綴り字は、疑問を呈されることもなく、校閲者の点検も経て、1934年頃の辞書の771ページに掲載された 。「dord」は、「Dorcopsis」（ドルコプシス属、小型のカンガルー）と、「doré」（金色）の間に配置された。
1939年2月28日、ある編集者が「dord」に語源の説明が欠けていることに気づき、調査を始めた。程なくして、印刷所に「plate change/imperative/urgent」（版の変更/必須/緊急）という指示が出された。1940年には、この幽霊語を除去し、新たに略語を加えた版を作ることが指示されたが、実際に印刷出版されたものを調査した結果からは1940年代に出たものの中にも「dord」を含むものが存在していた。「dord」は削除され、当初意図されたように、「D or d」に「density」が追記され、近い位置の見出語「Doré furnace」が、「A furnace for refining dore bullion」から「a furnace in which dore bullion is refined」と加筆されて字数を増やし、空白を埋めた。ゴーヴは、この件について「酷すぎる、「dord」が「density」を意味しないのは何でだ (probably too bad, for why shouldn't dord mean 'density'?)」と述べている。見出語としての「dord」が実際に除去されたのは1947年であった。